# 广汽集团

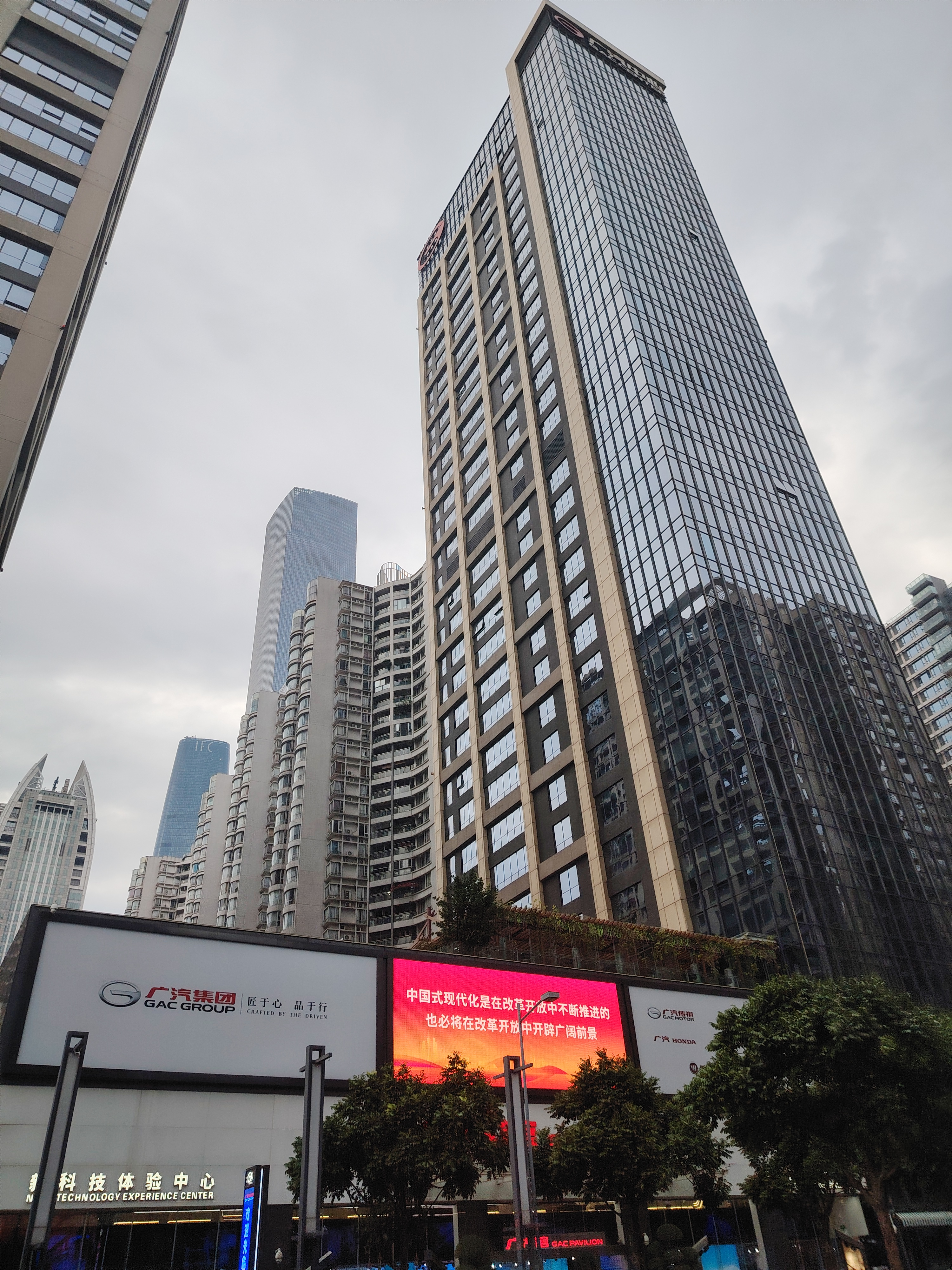
广汽中心，广汽集团旧总部

廣州汽車集團股份有限公司（港交所：2238、上交所：601238），簡稱廣州汽車集團、廣汽集團、廣汽，是中華人民共和國的汽車生產國有企業。公司在2005年6月28日成立，由广州汽车工业集团有限公司、万向集团、中国机械工业集团、广州钢铁企业集团有限公司和长隆酒店作为共同发起人，对原广州汽车集团有限公司进行股份制改造，设立广汽集团。在中国大型国有控股汽车集团中，广汽集团首家实现A+H股整体上市。
廣汽集團主要經營汽車整車及零部件設計與製造，汽車銷售與物流，汽車金融、保險及相關服務。目前公司旗下品牌擁有傳祺、埃安、昊铂、廣汽本田、理念、廣汽豐田、广汽日野等。

## 历史
1954年，广州市公众汽车修理厂（广州客车厂前身）造出了第一辆华南牌公共汽车。1960年代，广州第一辆红卫牌卡车问世，1970年代初，广州市小汽车修理厂试制广州牌轿车。1985年3月15日，广州汽车厂与法国标致汽车共同组建广州标致公司。1989年9月11日，广标505SX轿车正式投产，成为中华人民共和国最早的家用车（更早投產的上汽大眾桑塔納於1990年代才開放給一般民眾購買），甚至一度出现了一车难求的局面。1993年，以广标为主体业务的香港骏威投资有限公司在香港证交所挂牌上市。由于管理不善，广标从1994年开始出现亏损，而且每况愈下。1997年，广标中外方终止合作。为重振广州汽车工业，1997年6月，整合了骏达汽车集团、羊城汽车公司、广州客车集团、安迅投资公司的广州汽车集团有限公司正式成立，并选择日本本田汽车作为新的合作伙伴。广汽先后与丰田、日野、菲亚特克莱斯勒、三菱等合作成立了合资公司。2010年9月，广汽乘用车首款首款自主车型传祺轿车下线。2010年，廣汽集團將香港上市公司駿威汽車私有化，每股駿威汽車股份兌0.378610股廣汽H股，於5月25日把駿威汽車除牌，並於5月30日把廣汽H股上市。2012年3月29日通过换股吸收合并广汽长丰再次进入上海证券交易所，为首家A+H股整体上市的大型国有控股汽车集团。
2023年11月17日，广汽集团宣布自主开发全固态电池、无钴电池等关键技术，低钴电池、钠离子电池等，计划2026年实现全固态电池与汽车一体化。
2023年，该公司开发出了第一款汽车氨动力发动机。
2023年11月，广汽集团与华为签署合作协议，广汽集团将在传祺、广汽埃安、昊铂之外，打造全新高端电动品牌，双方将在产品研发、市场营销、生态服务等方面开展合作。
2024年11月2日，广汽集团总部由位于珠江新城CBD的广汽中心迁入番禺汽车城。
2025年3月，广汽集团成立华望汽车技术（广州）有限公司（股票代码：华望汽车）。该公司将与华为合作发展独立的高端汽车品牌。华网新车型将搭载华为智能驾驶软件、智能座舱系统、智能车控解决方案。

## 业务板块

### 汽车制造
- 广汽乘用车有限公司：主要生产传祺品牌乘用车，总部位于广州市番禺区。
- 广汽埃安新能源汽车股份有限公司（广汽埃安）：主要生产新能源汽车。
- 广汽本田汽车有限公司（广汽本田）：与日本本田汽车的合资公司，总部位于广州市黄埔区。
- 广汽丰田汽车有限公司（广汽丰田）：与日本丰田汽车的合资公司，总部位于广州市南沙区。
- 广汽日野汽车有限公司（广汽日野）：与日本日野汽车的合资公司，由广州羊城汽车和沈阳沈飞日野汽车重组而成。
- 合创汽车科技有限公司（原广汽蔚来）：与蔚来汽车的合资公司，后蔚来汽车退出，珠江投管集团成为大股东。

### 摩托车制造
- 五羊-本田摩托（广州）有限公司（五羊本田）：与日本本田汽车的合资公司，总部位于广州市增城区。

### 出行服务
- 如祺出行：网约车运营平台。

### 已结束
- 广州标致汽车有限公司（广州标致（英语：Guangzhou Peugeot Automobile Company））：与标致汽车的合资公司，1997年退市。
- 广汽现代汽车有限公司（广汽现代）：与韩国现代汽车的合资公司，原选址于广州市花都区，2008年项目搁置。
- 广州五十铃客车有限公司（广州五十铃）：与日本五十铃汽车的合资公司，2008年五十铃汽车撤出[11]。
- 广汽吉奥汽车有限公司（广汽吉奥）：与浙江吉奥控股集团的合资公司，2016年停产[12]。后广汽乘用车全资收购，公司更名为广汽乘用车（杭州）。
- 广汽菲亚特克莱斯勒汽车有限公司（广汽菲克）：与菲亚特克莱斯勒汽车的合资公司，2022年停产。
- 广汽三菱汽车有限公司（广汽三菱）：与日本三菱汽车的合资公司，前身为湖南长丰汽车（广汽长丰），2023年停产，后将改为广汽集团全资子公司，并将产能转移给广汽埃安[13]。
- 广州广汽比亚迪新能源客车有限公司（廣汽比亞迪）：与比亚迪汽车的合资公司。2024年9月18日，工信部发布公告，广汽比亚迪自行申请注销汽车生产资质，并停止生产、销售一批客车及垃圾车[14]。同日，广汽集团挂牌转让其持有的广汽比亚迪之股权[15]。